# Windows Small Business Server
Windows Small Business Server (SBS) (ранее  Microsoft Small Business Server) — это интегрированный серверный пакет от Microsoft для предприятий с не более чем 25 пользователями или 50 устройствами. Он включает Windows Server, Exchange Server, Windows SharePoint Services и Microsoft Outlook. Технологии сервера приложений тесно интегрированы для предоставления и предоставления преимуществ управления, таких как интегрированная настройка, улучшенный мониторинг, удаленное веб-рабочее место , единая консоль управления и удаленный доступ.
Начиная с Windows Server Essentials 2022 этот продукт доступен только через поставщиков OEM. Этот продукт предлагает те же условия лицензирования и ограничения относительно количества пользователей/устройств и ядер; однако он также предлагает те же функции, что и Windows Server Standard 2022.

## Общие сведения
В состав решения входят ключевые серверные продукты Microsoft для обеспечения необходимой для небольшой компании функциональности, такие как почтовый сервер Exchange Server, сервер для организации коллективной работы и публикации документов Windows SharePoint Services, сервер баз данных SQL Server, система доставки и установки обновлений Windows Server Update Services и др. С развитием решения оттачивалась и расширялась функциональность удаленного доступа пользователей к своим файлам и рабочему столу, почте (Outlook Web Access) и удаленного администрирования. Все входящие в состав решения компоненты интегрированы и предварительно настроены для упрощения внедрения, первоначальной настройки и обслуживания сети на базе SBS.

## Редакции
Windows Small Business Server 2008 поставляется в редакциях Standard и Premium. Отличие одной от другой в наличии в версии Premium дополнительной лицензии Windows Server 2008, SQL Server 2008 и ISA Server 2004

## Лицензирование
Windows Small Business Server 2008 лицензируется по схеме лицензия на сервер (Server, L) и лицензия клиентского доступа (CAL). Лицензии клиентского доступа (CAL) могут быть «на пользователя» (user) и «на устройство» (device). Также они бывают двух типов — Standard CAL и Premium CAL. Первая обеспечивает доступ ко всей основной функциональности, но не дает права доступа к серверу баз данных. Лицензия Premium CAL дает доступ к серверу баз данных.
Пример: в компании 36 пользователей, из них 15 пользуется программами бухгалтерского учёта, для которых нужен доступ к базам данных. Компании необходимо приобрести лицензию на сервер SBS Premium, 15 лицензий Premium CAL и 21 лицензию Standard CAL.

## Учёт лицензий
SBS 2008 построен на базе Windows Server 2008, а из него (в отличие от Windows Server 2003) исключена функциональность учёта лицензий.
. Таким образом, ПО SBS 2008 не осуществляет никаких проверок ни количества клиентских лицензий, ни их наличия. Контроль (и ответственность) за правильностью лицензирования лежит полностью на пользователе программного обеспечения.

## Версии
- 22 октября 1997 г. — BackOffice Small Business Server 4.0
- 24 мая 1999 — BackOffice Small Business Server 4.5
- 21 февраля 2001 — Microsoft Small Business Server 2000
- 9 октября 2003 — Windows Small Business Server 2003 (кодовое имя Bobcat)
- 29 июля 2006 — Windows Small Business Server 2003 R2
- 21 августа 2008 — Windows Small Business Server 2008 (кодовое имя Cougar)
- 13 декабря 2010 — Windows Small Business Server 2011
- 10 октября 2012 — Windows Server 2012 Essentials
- 9 сентября 2013 — Windows Server 2012 R2 Essentials
- 12 октября 2016 — Windows Server 2016 Essentials
- 13 ноября 2018 — Windows Server 2019 Essentials — последняя версия данного ПО.

## Ограничения
Для версии Windows SBS 2003:
- Не более 2х ядер (процессоров). Лишние ядра игнорируются.
- Не более 4Гб оперативной памяти.
- Не более 75 клиентских лицензий.
- Не более 1 SBS сервера на организацию (дополнительные серверы должны быть, как минимум, версии Standard)

## Пробная версия
Пробная версия доступна для скачивания на веб-сайте Microsoft TechNet: Small Busines Server 2008. Версия полностью функциональна и имеет лишь временное ограничение на использование до 60-ти дней. 60-дневный ознакомительный период можно обнулить три раза, что позволит продлить его на 180 дней. Таким образом, в общей сложности он составит 240 дней.

## Новая редакция
19 августа 2010 г. корпорация Microsoft анонсировала предварительную версию новой редакции платформы Windows Small Business Server, известной под кодовым именем «Aurora». Помимо вполне традиционных средств резервного копирования и восстановления данных, управления идентификационной информацией ID и обеспечения безопасности, платформа может использоваться для организации совместного доступа к файлам и принтерам, а также предоставления сотрудникам предприятия удаленного доступа к ресурсам корпоративной сети через web-браузер.